# Wilhelm von der Heyde
Wilhelm von der Heyde (* 14. Dezember 1885 in Hadmersleben; † 24. Februar 1972 in Delmenhorst) war ein deutscher Politiker (SPD). 

## Leben
Wilhelm von der Heyde verbrachte seine Schulzeit in Wernigerode und begann im Anschluss seine Lehrzeit in der Bauverwaltung. Im Anschluss besuchte er in Berlin die Fachschule. Bereits als junger Mann kam er nach Delmenhorst. Im Ersten Weltkrieg war er Kriegsteilnehmer. 
Er trat nach dem Krieg im Jahr 1919 in die SPD ein und war zwischen 1919 und der Machtübergabe an die Nationalsozialisten im Jahr 1933 Stadtverordneter in Delmenhorst. Von der Heyde war Freidenker und gestaltete aufklärerische Vortragsveranstaltungen. 1925 wurde er vom Amtsgericht Delmenhorst zu 200 Mark Geldstrafe verurteilt, weil er in einem Aufruf zu einer Vortragsveranstaltung die christlichen Kirchen der Lüge in ihren Lehren bezichtigt habe. Von der Heyde verfasste daraufhin eine Aufklärungsschrift über seine Motive und über die Gerichtsverhandlung.
Im Jahr 1933 wurde er aus politischen Gründen aus dem Amt entlassen. Im Herbst 1933 folgte seine Verhaftung aufgrund der Verteilung von Flugblättern. Er wurde inhaftiert und saß im Gefängnis sowie im KZ Farge ein. 
Nach dem Zweiten Weltkrieg war er ab dem Jahr 1946 mit kurzer Unterbrechung bis 1968 Oberbürgermeister in seiner Heimatstadt Delmenhorst. Von der ersten bis zur vierten Wahlperiode wurde er zum Mitglied des Niedersächsischen Landtages, zwischen dem 20. April 1947 und dem 5. Mai 1963, gewählt, dessen  Alterspräsident er ab dem 12. Mai 1959 war.

## Familie
Die Kriminologin Wiebke Steffen war seine Enkelin.

## Ehrungen
Von der Heyde wurde 1968 Ehrenbürger von Delmenhorst. 1972 wurde das Wilhelm-von-der-Heyde-Schulzentrum nach ihm benannt.

## Schriften
- Die religiöse Lüge : ein Religionsprozeß vor dem Amtsgericht in Delmenhorst. Leipzig : Verlag Volksbund für Geistesfreiheit, 1925 Katalogeintrag, bei der Staatsbibliothek Berlin